# ГЕС Маан
ГЕС Маан – гідроелектростанція в центральній частині острова Тайвань. Знаходячись після ГЕС Tienlun, становить нижній ступінь каскаду на річці Dajia, яка дренує західний схил вододільного хребта острова та впадає до Тайванської протоки біля міста Тайчжун.
В межах проекту річку перекрили бетонною гравітаційною греблею висотою 41 метр та довжиною 240 метрів, яка утворила невелике водосховище з об’ємом 0,965 млн м3 (корисний об’єм 0,575 млн м3). Зі сховища через правобережний гірський масив прокладено дериваційний тунель довжиною 7,5 км з діаметром 6,4 метра.
Основне обладнання станції становлять дві турбіни типу Френсіс потужністю по 66,7 МВт, яка при напорі у 106 метрів забезпечують виробництво 410 млн кВт-год електроенергії на рік.
Відпрацьована вода потрапляє у створений на правобережжі Dajia нижній балансуючий резеруар, з якого через шлюз скидається у річку.